# 20 августа
20 августа — 232-й день года (233-й в високосные годы) по григорианскому календарю.
До конца года остаётся 133 дня.
До 15 октября 1582 года — 20 августа по юлианскому календарю, с 15 октября 1582 года — 20 августа по григорианскому календарю.
В XX и XXI веках соответствует 7 августа по юлианскому календарю.

## Праздники и памятные дни
См. также: Категория:Праздники 20 августа

### Общественные
- Всемирный день комара[англ.]
- Всемирный день лени[англ.]

### Национальные
- Венгрия — День святого Стефана I (Иштвана), основателя венгерского государства
- Марокко — День революции короля и народа[2]
- Сенегал — Объявление независимости в 1960 (празднуется 4 апреля)[3]
- Эстония — День восстановления независимости
- Китай — Начало фестиваля винограда (г. Турфан)[4]
- Узбекистан — День предпринимателя

### Религиозные
Православие
- Попразднство Преображения Господня;
- память преподобномученика Дометия Персянина, иеродиакона, и двух учеников его (363)[7];
- обретение мощей святителя Митрофана, в схиме Макария, епископа Воронежского (1832);
- память преподобного Антония Оптинского (1865);
- память преподобного Пимена Многоболезненного, Печерского, в Ближних пещерах (1110)[8];
- память преподобного Пимена, игумена, постника Печерского, в Дальних пещерах (XIII—XIV в.);
- память преподобного Меркурия Печерского, епископа Смоленского, в Ближних пещерах (1239);
- память мучеников Марина и Астерия (260)[9];
- память преподобного Ора Фиваидского (ок. 390)[10];
- память преподобномученицы Потамии чудотворицы;
- память преподобного Феодосия Нового (IX—X в.);
- память святителя Иерофея Венгерского, епископа (X в.);
- память святителя Стефана I, короля Венгрии (1038);
- память священномучеников Александра Хотовицкого, Петра Токарева, Михаила Плышевского, Иоанна Воронца, Димитрия Миловидова и Алексия Воробьёва, пресвитеров, Елисея Штольдера, диакона, и преподобномученика Афанасия (Егорова), игумена (1937);
- память священномученика Василия Аменицкого, пресвитера (1938);
- память преподобной Феодоры Сихловской (XVIII в.)[11].

### Именины

#### Православные
Дата дана по новому стилю:
Мужские
- Александр — священномученик Александр (Хотовицкий);
- Алексий — священномученик Алексий (Воробьёв);
- Антоний — преподобный Антоний Оптинский;
- Астерий:
  - мученик Астерий Синклитик, Кесарийский (Палестинский);
  - преподобномученик Астерий Чудотворец;
- Афанасий — священномученик Афанасий (Егоров);
- Василий — священномученик Василий (Аменицкий);
- Димитрий — священномученик Димитрий (Миловидов);
- Дометий:
  - преподобный Дометий Афонский;
  - священномученик Дометий Персиянин, Сирийский;
- Елисей — священномученик Елисей (Штольдер);
- Иоанн — священномученик Иоанн (Воронец);
- Иперихий — преподобный Иперихий;
- Марин — мученик Марин Кесарийский (Палестинский);
- Меркурий — священномученик Меркурий Смоленский, Печерский;
- Митрофан — святитель Митрофан, епископ Воронежский (обретение мощей);
- Михаил — священномученик Михаил (Плышевский);
- Мокий — мученик Мокий;
- Наркисс — Наркисс, епископ Иерусалимский;
- Никанор — преподобный Никанор Чудотворец;
- Ор — Ор Фиваидский, пустынник;
- Пётр — священномученик Пётр (Токарев);
- Пимен
  - преподобный Пимен, постник Печерский;
  - преподобный Пимен Многоболезненный;
- Созонт — Созонт Никомидийский;
- Феодосий — преподобный Феодосий Новый;

Женские
- Потамия — преподобномученица Потамия.

## События
См. также: Категория:События 20 августа

### До XVIII века
- 636 — Халид ибн аль-Валид во главе мусульманского войска нанёс поражение византийцам в Битве при Ярмуке, следствием чего стала потеря Византийской империей Иерусалима и всей Палестины.
- 917 — болгарское войско под командованием Симеона I разгромило византийцев в Битве при Ахелое.
- 1206 — Генрих I Фландрский коронован как император Латинской Империи.
- 1619 — Голландский корабль доставил в Америку первых 20 африканских негров, которые были проданы в рабство обитателям Джеймстауна.
- 1634 — в Москве Василием Бурцовым издан первый букварь.
- 1648 — в ходе Тридцатилетней войны между французской и испанской армиями произошла Битва под Лансом.
- 1667 — опубликована эпическая поэма Джона Мильтона «Потерянный рай».
- 1672 — «Год бедствий» в Нидерландах: уличные беспорядки в Гааге, в ходе которых погиб великий пенсионарий Ян де Витт.
- 1675 — король Англии Карл II заложил первый камень Королевской обсерватории в Гринвиче (10 августа по юлианскому календарю).

### XVIII век
- 1704 — Штурмом взята шведская крепость Нарва.
- 1710 — в ходе Войны за испанское наследство австрийский командующий Гвидо фон Штаремберг разгромил армию Фелипе V под командованием маркиза де Бэ в Битве у Сарагосы.
- 1721 — Пущены фонтаны и каскады Петергофа.
- 1741 — Открытие первым русским мореплавателем капитан-командором Витусом Берингом Аляски.
- 1794
  - «Битва у поваленных деревьев» между американскими поселенцами и союзом индейских племён.
  - Восстание Костюшко: началось Великопольское восстание (1794).

### XIX век
- 1806 — Вслед за «Невой» из первого русского кругосветного плавания вернулся домой шлюп «Надежда» под командованием И. Ф. Крузенштерна.
- 1809
  - Арестованный французами папа римский Пий VII препровожден из Савоны в Гренобль.
  - В ходе русско-шведской войны состоялось сражение при Ратане.
- 1829 — Русско-турецкая война: русские войска перешли Балканские горы и заняли Адрианополь.
- 1847 — в ходе Американо-мексиканской войны произошло сражение при Чурубуско и сражение при Падиерне, оба закончившиеся победой североамериканцев.
- 1852 — после столкновения с другим судном в озере Эри затонул пароход «Atlantic» (США). В кораблекрушении более 250 погибших.
- 1855 — Вышел первый номер журнала «Полярная звезда» Герцена.
- 1857 — скандал вокруг публикации «Цветов зла»: на Бодлера наложен штраф за «оскорбление общественной нравственности».
- 1868 — В США официально провозглашено окончание Войны Севера и Юга.
- 1876 — Резня армян в Турции.
- 1882 — в храме Христа Спасителя впервые исполнена увертюра П. И. Чайковского «1812 год».
- 1884 — Закрыт журнал «Отечественные записки».
- 1896 — Запатентован телефон с наборным диском.
- 1897 — Рональд Росс обнаруживает возбудителей малярии.

### XX век
- 1906 — утверждён Устав Союза русского народа, основанного в Петербурге в 1905 году.
- 1912 — Томас Эдисон патентует электробатарею.
- 1913 — В Киеве открылась Первая Всероссийская спортивная олимпиада.
- 1914 — Русские войска разбили немцев под Гумбинненом.
- 1916 — Австрийские дешифровальщики в течение 38 часов взломали новый шифр итальянской армии.
- 1918
  - Странами Антанты признаны Латвия, Литва и Эстония.
  - В Советской России отменена частная собственность на недвижимость в городах.
  - Образовано издательство «Всемирная литература».
- 1925
  - По инициативе Ассоциации революционной кинематографии и Главполитпросвета Наркомпроса РСФСР создано «Общество друзей советской кинематографии».
  - Гора Тараса Шевченко в Каневе провозглашена государственным заповедником.
  - Открыта первая линия Римского метро.
- 1930 — Высшее аэромеханическое училище, созданное на базе аэромеханического факультета МВТУ, преобразовано в Московский авиационный институт.
- 1934 — Объявление об обмене партийных билетов. Обмен билетов проходил под лозунгом наведения порядка в структуре партаппарата.
- 1939 — Операция советско-монгольских войск по разгрому японских войск в районе реки Халхин-Гол.
- 1940
  - Совершено покушение на Льва Троцкого в Мехико. На следующий день он скончался.
  - Арест селекционера Н. И. Вавилова.
- 1941
  - Вторая мировая война: Гитлер отдал распоряжение о начале разработки ракет «Фау».
  - Командир танка КВ-1 Зиновий Григорьевич Колобанов в бою под Войсковицами уничтожил немецкую танковую колонну из 22 танков и вошёл в историю как один из самых успешных советских танковых асов Второй мировой войны.
- 1943 — нацистами уничтожено Глубокское гетто.
- 1945
  - Для «руководства всеми работами по использованию внутриатомной энергии урана» создан Специальный комитет при Государственном Комитете Обороны СССР.
  - Президиум Верховного Совета СССР ратифицировал Устав ООН.
- 1951 — В СССР создано ДОСААФ (Добровольное общество содействия армии, авиации и флоту).
- 1953 — Советский Союз объявил об успешных испытаниях водородной бомбы.
- 1956 — Начала действовать ядерная электростанция «Колдер Холл», первая ядерная электростанция Британии.
- 1960
  - На Землю впервые вернулись запущенные в космос живые существа — собаки Белка и Стрелка.
  - Сенегал объявил о своём выходе из федеративного государства с Мали.
- 1964 — Основан Интелсат — компания, владеющая группировкой телекоммуникационных спутников.
- 1966 — издательство «Детская литература» опубликовало книгу Эдуарда Успенского «Крокодил Гена и его друзья».
- 1967 — Британская «Checkmate Records» стала первой фирмой, использовавшей систему шумоподавления Долби для магнитной записи.
- 1968 — Начало операции «Дунай»: войска стран Варшавского договора вошли в Чехословакию.
- 1969 — The Beatles в последний раз встретились в студии звукозаписи в полном составе, завершив работу над альбомом «Abbey Road». Последней песней, над которой они работали вместе, была «I Want You (She’s So Heavy)». Одним из помощников во время записи и монтажа альбома был звукоинженер Алан Парсонс, создавший позже популярную группу.
- 1975
  - Программа «Викинг»: НАСА запустило Викинг-1 на Марс.
  - Под Дамаском потерпел крушение чехословацкий Ил-62, погибли 126 человек.
- 1977 — Программа «Вояджер»: США запустили космический корабль Voyager 2 для исследования дальних планет Солнечной системы.
- 1980:
  - Итальянский альпинист Райнхольд Месснер впервые покорил Эверест в одиночку без использования дыхательной кислородной маски.
  - Министерство связи Украины отдало приказ о глушении радиостанций «Голос Америки», «Би-Би-Си» и «Немецкая волна».
- 1983 — США ввели эмбарго на поставку в СССР оборудования для строительства трубопроводов.
- 1988 — закончилась ирано-иракская война (1980—1988).
- 1991
  - Несостоявшееся событие: в Москве пять советских республик — Россия, Казахстан, Узбекистан, Белоруссия и Таджикистан — должны были подписать новый Союзный договор.
  - Второй день путча ГКЧП. В Ленинграде на Дворцовой площади и в Москве у Белого дома прошли грандиозные митинги протеста против комитета.
  - Эстония провозгласила (восстановила) свою независимость от СССР.
- 1995 — Фирозабадская железнодорожная катастрофа[англ.]. Свыше 350 погибших.
- 1998
  - В ответ на теракты против американских посольств в Африке ВМС США атакуют крылатыми ракетами предполагаемые объекты террористической инфраструктуры в Судане и Афганистане.
  - Верховный суд Канады принял решение о том, что Квебек не может в одностороннем порядке принимать решение об отделении от Канады.

### XXI век
- 2002 — Корпорация «Дженерал моторс» объявила об отзыве семисот тысяч автомобилей. В пикапах и микроавтобусах «Шевроле» и «Джи-Эм-Си», произведённых в 2000 году, выявлены неполадки в подушках безопасности.
- 2007 — при посадке на Окинаве сгорел самолёт Boeing 737 компании China Airlines, пострадали 4 человека.
- 2008 — В Мадриде потерпел крушение пассажирский самолёт McDonnell Douglas MD-82. Из 170 человек, находившихся на борту, 154 человек погибли.
- 2010 — произошла масштабная авария в энергосистеме города Санкт-Петербурга.
- 2011 — на севере Канады разбился грузопассажирский самолёт Boeing 737-200 компании First Air, погибли 12 человек из 15, находившихся на борту.
- 2014 — Народная милиция ДНР начала контрнаступление на улицах Иловайска при поддержке кадровых войск РФ.
- 2020 — отравление российского опозицционера Алексея Навального.

## Родились
См. также: Категория:Родившиеся 20 августа

### До XIX века
- 1561 — Якопо Пери (ум. 1633), итальянский композитор и певец.
- 1710 — Томас Симпсон (ум. 1761), английский математик.
- 1778 — Бернардо О’Хиггинс (ум. 1842), революционер, руководитель освободительного движения в Чили.
- 1747 — Винченцо Бренна (ум. 1820), художник-декоратор и архитектор Михайловского замка Павла I.
- 1779 — Йёнс Берцелиус (ум. 1848), шведский химик и минералог.

### XIX век

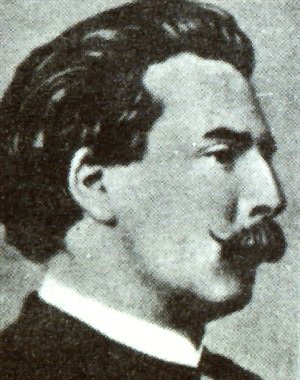
Шарль де Костер

- 1813 — граф Владимир Соллогуб (ум. 1882), тайный советник, русский прозаик, драматург, поэт и мемуарист.
- 1824 — Эбсалом Бэрд (ум. 1905), американский генерал, участник Гражданской войны.
- 1827
  - Шарль Теодор Анри де Костер (ум. 1879), бельгийский писатель («Легенда об Уленшпигеле»).
  - Йозеф Штраус (ум. 1870), австрийский композитор и дирижёр.
- 1833 — Бенджамин Гаррисон (ум. 1901), 23-й президент США (1889—1893).
- 1847 — Болеслав Прус (ум. 1912), польский писатель и журналист.
- 1860 — Раймон Пуанкаре (ум. 1934), французский политик, президент Франции (1913—1920).
- 1879 — Уильям Туайтс (ум. 1941), канадский футболист, олимпийский чемпион (1904).
- 1886 — Пауль Тиллих (ум. 1965), немецко-американский протестантский теолог и философ.
- 1890 — Говард Филлипс Лавкрафт (ум. 1937), американский писатель-фантаст и мистик.
- 1893 — Витаутас Бичюнас (ум. 1945), литовский критик, драматург, режиссёр, прозаик, художник.
- 1895 — Михаил Зюк (расстрелян в 1937), советский военный деятель, революционер, комбриг.
- 1897 — Тарьей Весос (ум. 1970), норвежский поэт и писатель-прозаик.
- 1898
  - Леопольд Инфельд (ум. 1968), польский физик-теоретик, академик.
  - Лев Маневич (ум. 1945), советский военный разведчик, Герой Советского Союза.
  - Вильхельм Муберг (ум. 1973), шведский писатель, драматург и журналист.

### XX век
- 1901 — Сальваторе Квазимодо (ум. 1968), итальянский поэт, лауреат Нобелевской премии (1959).
- 1905 — Микио Нарусэ (ум. 1969), японский кинорежиссёр, сценарист и продюсер.
- 1909 — Ольга Рубцова (ум. 1994), советская шахматистка, четвёртая чемпионка мира.
- 1912 — Ниязи (ум. 1984), азербайджанский композитор и дирижёр, народный артист СССР.
- 1913 — Роджер Сперри (ум. 1994), американский нейробиолог, лауреат Нобелевской премии (1981).
- 1918 — Жаклин Сюзанн (ум. 1974), американская писательница, автор «женских» бестселлеров.
- 1922 — Владимир Бураковский (ум. 1994), советский и российский кардиохирург, академик АМН СССР и РАМН, Герой Социалистического Труда.
- 1923 — Вильям Похлёбкин (ум. 2000), советский и российский историк, геральдист, писатель.
- 1931 — Дон Кинг, американский боксёрский промоутер и функционер.
- 1932 — Василий Аксёнов (ум. 2009), русский писатель, драматург и сценарист («Остров Крым» и др.).
- 1937
  - Евгений Дубровин (ум. 1986), советский писатель-сатирик, с 1975 г. главный редактор журнала «Крокодил».
  - Андрон Кончаловский, советский, американский и российский режиссёр театра и кино, актёр, сценарист, продюсер.
- 1938 — Жан-Лу Кретьен, французский космонавт, бригадный генерал, Герой Советского Союза.
- 1939 — Валерий Шевчук (ум. 2025), советский и украинский писатель.
- 1941 — Слободан Милошевич (ум. 2006), президент Сербии (1991—1997) и Югославии (1997—2000).
- 1942 — Бернд Канненберг (ум. 2021), немецкий легкоатлет (спортивная ходьба), чемпион Олимпийских игр (1972).
- 1943 — Сильвестр Маккой (урожд. Перси Джеймс Патрик Кент-Смит), шотландский актёр, известен по роли Седьмого Доктора в телесериале «Доктор Кто».
- 1944
  - Раджив Ганди (убит в 1991), индийский политический деятель, премьер-министр Индии в 1984—1989 гг.
  - Майкл Третов (ум. 2025), шведский инженер звукозаписи и продюсер. Наиболее известен по работе с группой ABBA.
- 1947 — Борис Токарев, актёр театра и кино, кинорежиссёр, заслуженный артист РСФСР.
- 1948
  - Джон Ноубл, австралийский актёр и кинорежиссёр.
  - Роберт Плант, английский рок-музыкант, вокалист, участник «Led Zeppelin».
- 1949 — Фил Лайнотт (ум. 1986), ирландский и британский певец, бас-гитарист, автор песен, один из основателей рок-группы «Thin Lizzy».
- 1953 — Владимир Вишневский, российский поэт, автор одностиший, киноактёр.
- 1958 — Дмитрий Полонский, советский и российский актёр театра, кино и дубляжа.
- 1968 — Джоди Холден, канадский волейболист, чемпион Панамериканских игр.
- 1970 — Фред Дёрст, лидер и вокалист американской группы «Limp Bizkit».
- 1971 — Стас Костюшкин, российский певец и поэт, бывший участник дуэта «Чай вдвоём».
- 1974
  - Миша Коллинз, американский актёр, режиссёр и продюсер.
  - Эми Адамс, американская актриса и певица, обладательница двух «Золотых глобусов».
- 1976 — Крис Друри, американский хоккеист.
- 1981 — Бен Барнс, британский актёр и певец.
- 1983
  - Эндрю Гарфилд, британо-американский актёр, лауреат премии «Тони».
  - Юрий Жирков, российский футболист, заслуженный мастер спорта России.
- 1987 — Кэтэлина Понор, румынская гимнастка, трёхкратная олимпийская чемпионка 2004 года.
- 1989 — Джадд Трамп, английский игрок в снукер, чемпион мира.
- 1990 — Раноми Кромовидьойо, нидерландская пловчиха, трёхкратная олимпийская чемпионка.
- 1992 — Деми Ловато, американская актриса, певица, автор песен.
- 1995
  - Магнус Ландин, датский гандболист, двукратный чемпион мира.
  - Лиана Либерато, американская актриса кино и телевидения.

## Скончались
См. также: Категория:Умершие 20 августа

### До XIX века
- 1484 — Ипполита Мария Сфорца (род. 1446), герцогиня Калабрийская, первая жена Альфонса Калабрийского, будущего короля Неаполя Альфонса II.
- 1572 — Мигель Лопес де Легаспи (род. 1502), баскский (испанский) мореплаватель.
- 1785 — Жан-Батист Пигаль (род. 1714), французский скульптор.

### XIX век
- 1823 — Фридрих Арнольд Брокгауз (род. 1772), немецкий издатель, основатель знаменитого энциклопедического издательства.
- 1823 — Пий VII (в миру Грегорио Луиджи Барнаба Кьярамонти; род. 1742), 251-й папа римский (1800—1803).
- 1843 — Григорий Квитка-Основьяненко (род. 1778), украинский писатель.
- 1849 — Павел Чичагов (род. 1767), русский адмирал, морской министр Российской империи, сын В. Я. Чичагова.
- 1854 — Фридрих Шеллинг (род. 1775), немецкий философ.
- 1865 — Андрей Штакеншнейдер (род. 1802), русский архитектор.
- 1882 — граф Фёдор Петрович Литке (род. 1797), российский мореплаватель, исследователь Арктики, президент Российской академии наук (1864—1882), основатель Русского географического общества.
- 1887 — Жюль Лафорг (род. 1860), французский поэт-символист.

### XX век
- 1912 — Уильям Бут (род. 1829), британский проповедник, создатель Армии спасения и первый её генерал.
- 1913 — Эмиль Оливье (род. 1825), французский политик, государственный деятель, оратор, публицист.
- 1915 — Пауль Эрлих (род. 1854), немецкий фармаколог и иммунолог.
- 1917 — Адольф фон Байер (род. 1835), немецкий химик-органик, лауреат Нобелевской премии (1905).
- 1923 — Вильфредо Парето (род. 1848), итальянский экономист, создатель математической школы политэкономии.
- 1939 — Пётр Красиков (род. 1870), российский революционер, первый прокурор Верховного Суда СССР (1924—1933).
- 1947 — Альберт Хендерсон (род. 1881), канадский футболист, олимпийский чемпион (1904).
- 1959 — Альфред Кубин (род. 1877), австрийский писатель, художник-экспрессионист.
- 1961 — Перси Бриджмэн (род. 1882), американский физик, математик, лауреат Нобелевской премии (1946).
- 1968 — Джордж Гамов (род. 1904) американский физик-теоретик, астрофизик.
- 1971 — Александр Самохвалов (род. 1894), русский советский художник.
- 1974 — Алиса Коонен (род. 1889), актриса Камерного театра, жена Александра Таирова.
- 1977
  - Лоуренс Деннис[англ.] (род. 1893), американский дипломат и публицист.
  - Никита Мандрыка (род. 1886), украинский политик и общественный деятель, поэт, публицист.
- 1980
  - Джо Дассен (род. 1938), французский певец и композитор.
  - Юрий Лавров (род. 1905), актёр театра и кино, народный артист СССР.
- 1981
  - Шандор Радо (род. 1899), венгерский картограф и географ, советский разведчик.
  - Владимир Фетин (род. 1925), советский кинорежиссёр.
- 1984 — Александр Иванов (род. 1898), кинорежиссёр, сценарист, народный артист СССР.
- 1989 — Константин Жибоедов (род. 1899), советский футболист.
- 1990 — Александр Варламов (род. 1904), джазовый композитор, заслуженный деятель искусств РСФСР.
- 1994 — Ревило Оливер[англ.] (род. 1908), американский публицист, автор работ консервативного, расистского и антикоммунистического содержания.
- 1998 — Андрей Панов (род. 1960), советский и российский панк-рок музыкант.

### XXI век
- 2001 — Фред Хойл (род. 1915), английский астрофизик, космолог, писатель-фантаст.
- 2009 — Семён Фарада (род. 1933), советский и российский актёр театра и кино, народный артист РФ.
- 2013 — Элмор Леонард (род. 1925), американский писатель и сценарист.
- 2015 — Лев Дуров (род. 1931), актёр театра и кино, театральный режиссёр, народный артист СССР.
- 2019 — Александра Назарова (род. 1940), советская и российская актриса театра и кино, народная артистка РФ.
- 2022 — Дарья Дугина (род. 1992), российская журналистка, дочь Александра Дугина.

## Приметы
День Марины, Пимены-Марины, День больных и сирот.
- В день Марины — сошла вся малина.
- Пимены-Марины — не ищи в лесу малины, девки лес пройдут, дочиста оберут.
- Коли аисты готовятся к отлёту в тёплые края, то осень будет холодной[13].
- И сеют, и жнут, и про осень бают.